# Agarodes alabamensis
Agarodes alabamensis är en nattsländeart som beskrevs av Harris 1987. Agarodes alabamensis ingår i släktet Agarodes och familjen krumrörsnattsländor. Inga underarter finns listade i Catalogue of Life.